# Bongpyeong-dong
Bongpyeong-dong (koreanska: 봉평동) är en stadsdel  i staden Tongyeong i provinsen Södra Gyeongsang i den södra delen av Sydkorea, 300 km sydost om huvudstaden Seoul. Den ligger på den norra delen av ön Mireukdo. Till stadsdelen hör också tre obebodda öar.